# سباستيان برودل

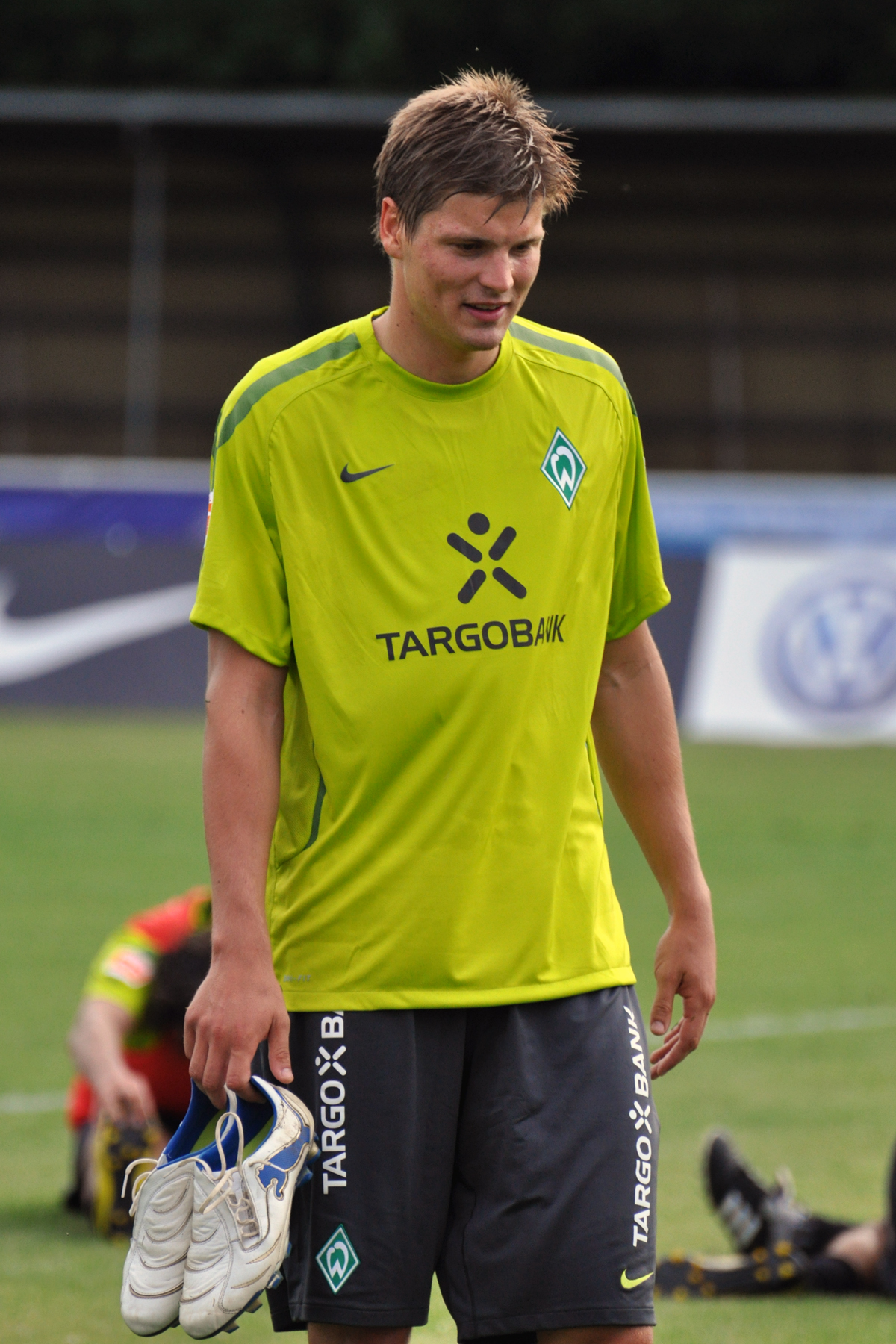
سباستيان برودل

سباستيان برودل (بالألمانية: Sebastian Prödl)‏ ، من مواليد 21 يونيو 1987 في غراز في النمسا ، لاعب كرة قدم نمساوي.
بدأ مسيرته الكروية مع نادي ستورم غراز في عام 2006، ولعب معهم حتى عام 2008، وشارك معهم في 43 مباراة وسجل 4 أهداف، وهو يلعب مع نادي فيردر بريمن الألماني منذ عام 2008.
بدأ باللعب مع منتخب النمسا لكرة القدم في عام 2007.

## روابط خارجية
- سباستيان برودل على موقع الاتحاد الدولي (مؤرشف)  (الإنجليزية)
- سباستيان برودل على موقع الاتحاد الأوربي (الإنجليزية)
- سباستيان برودل على موقع قاعدة بيانات كرة القدم.إي يو (الإنجليزية)
- سباستيان برودل على موقع بيانات كرة القدم. دي إي (الألمانية)
- سباستيان برودل على موقع ناشيونال فوتبول تيمز (الإنجليزية)
- سباستيان برودل على موقع Soccerbase.com (لاعب) (الإنجليزية)
- سباستيان برودل على موقع Soccerway.com (الإنجليزية)
- سباستيان برودل على موقع عالم كرة القدم.نت (الإنجليزية)
- سباستيان برودل على موقع كووورة
- سباستيان برودل على موقع AS.com (الإسبانية)